# Rutherfordio
Il rutherfordio (AFI: /ruterˈfɔrdjo/), (nome proposto, ma rifiutato, kurchatovio, con relativo simbolo Ku), è        l'elemento chimico della tavola periodica che ha come simbolo Rf e come numero atomico il 104. È un elemento sintetico, altamente radioattivo, il cui isotopo più stabile ha un'emivita inferiore ai 70 secondi. Questo elemento non ha quindi nessuna applicazione pratica e si sa poco delle sue proprietà. 
Il rutherfordio è il primo dei transattinoidi e si suppone che possieda proprietà chimiche simili all'afnio.

## Storia
Il rutherfordio (chiamato così in onore di Ernest Rutherford) fu sintetizzato per la prima volta nel 1964 all'Istituto unito per la ricerca nucleare di Dubna (Russia). I ricercatori bombardarono del plutonio con ioni di neon accelerati a 113-115 MeV, e sostennero di aver riscontrato tracce di fissione nucleare su un vetro di tipo speciale, con un microscopio, che indicavano la presenza del nuovo elemento.
Nel 1969 i ricercatori dell'Università di Berkeley sintetizzarono l'elemento sottoponendo del californio-249 e del carbonio-12 a collisioni ad alta energia. Il gruppo di Berkeley affermò anche di non essere riuscito a riprodurre il metodo usato dai ricercatori sovietici.
Questo fatto portò a una controversia sul nome dell'elemento; poiché i sovietici sostenevano di averlo sintetizzato a Dubna proposero dubnio (Db) e anche kurchatovio (Ku) per l'elemento 104, in onore di Igor' Kurčatov (1903-1960), ex capo della ricerca nucleare sovietica. Gli statunitensi invece proposero rutherfordio (Rf) in onore di Ernest Rutherford, un famoso chimico e fisico nucleare neozelandese, premio Nobel per la chimica 1908. 
L'Unione internazionale di chimica pura e applicata adottò temporaneamente il nome Unnilquadio (Unq) fino a quando, nel 1997, la disputa si risolse con l'adozione del nome attuale.